# Lưu Phức
Lưu Phức (chữ Hán: 劉馥; ?-208) là quan cuối thời Đông Hán trong lịch sử Trung Quốc. Ông phục vụ dưới quyền quân phiệt Tào Tháo.

## Sự nghiệp
Lưu Phức có tên tự là Nguyên Dĩnh (元颖), người ấp Tương nước Bái (thuộc Duyện châu). Vì loạn lạc, ông chạy đến Dương Châu.
Năm 196, Tào Tháo đưa Hán Hiến Đế về Hứa Xương. Lưu Phức theo Tào Tháo, khuyên dụ tướng của Viên Thuật là Thích Ký, Tần Dực đem quân cùng đến theo Tào Tháo. Ông được quan Tư đồ gọi đến làm quan Duyện.
Năm 199, Thái thú Lư Giang là Lý Thuật mà Tôn Sách sắp đặt đánh giết Thứ sử Dương Châu là Nghiêm Tượng (cũng do Tôn Sách sắp đặt và được Tào Tháo chấp thuận). Người quận Lư Giang là Mai Càn, Lôi Tự, Trần Lan tụ tập mấy vạn người tại vùng Giang Hoài nổi dậy chống lại chính sách tàn bạo của Tào Tháo. Tào Tháo đang phải đối phó với Viên Thiệu ở phía bắc, bèn sai Lưu Phức coi việc ở miền đông nam, phong ông làm Thứ sử Dương Châu thay cho Nghiêm Tượng.
Lưu Phức nhận lệnh, đi một ngựa vào sửa thành trống Hợp Phì, lập làm sở trị của châu (trị sở cũ ở Thọ Xuân). Ông vỗ về các tướng nổi dậy ở phía nam, đều an ủi họ. Họ quy phục, thay nhau cống nạp. Trong mấy năm, Lưu Phức có ơn với người bản địa, trăm họ vui vì sự cai quản của ông, dân phiêu tán trèo núi vượt sông đến theo về đến hàng vạn người.
Lưu Phức tụ tập học trò, dựng trường học, mở đồn làm ruộng, đắp sửa bờ đê Thược Bi cùng các bờ đê Như Bi, Thất Môn, Ngô Đường để rót nước vào ruộng lúa, do đó quan dân được cất chứa. Ông lại đắp thành lũy cao, chất nhiều gỗ đá, lại kết hàng nghìn vạn tấm rơm cỏ, chứa thêm mấy nghìn hộc dầu cá để phòng bị chiến đấu.
Năm 208, Lưu Phức qua đời. Không lâu sau, Tào Tháo bại trận ở Xích Bích. Tôn Quyền thừa thắng đem mười vạn quân vây đánh thành Hợp Phì hơn trăm ngày. Bấy giờ Trương Liêu trấn thủ trong thành, trời mưa liên miên, thành sắp lở, quân sĩ trong thành lấy rơm cỏ mà che lấp, ban đêm lại dùng dầu cá làm đuốc đốt sáng quắc cả ngoài thành để xem quân Tôn Quyền đánh thế nào mà phòng bị. Vì thế cuối cùng quân Tôn Quyền không đánh nổi, phải rút lui. Quân dân Dương Châu thêm ghi nhớ công lao của Lưu Phức, ví như công lao của Đổng An Vu xây thành Tấn Dương vững chắc giúp Triệu Vô Tuất phòng thủ kiên cường trước cuộc vây hãm của Trí Bá thời Chiến Quốc. Lợi ích của những bờ đê mà Lưu Phức đắp sau này đến thời Tấn vẫn dùng.
Con Lưu Phức là Lưu Tĩnh, thời Tào Phi làm Hoàng môn Thị lang, sau đó chuyển làm Thái thú Lư Giang.

## Trong Tam Quốc diễn nghĩa
Trong tiểu thuyết Tam Quốc diễn nghĩa của La Quán Trung, Lưu Phức xuất hiện tại hồi 48. Nhân Lưu Phức trong thực tế qua đời đúng vào thời điểm gần với trận Xích Bích, La Quán Trung đã để ông xuất hiện và qua đời vào lúc này.
Sau khi được Bàng Thống bày kế khóa các chiến thuyền lại để quân sĩ khỏi bị say sóng, Tào Tháo vui mừng mở tiệc rượu ngâm thơ. Nghe Tào Tháo cao hứng ngâm mấy câu "Quạ lượn ba vòng... không biết đậu vào đâu", Lưu Phức cho là điềm không lành, nên can ngăn. Tào Tháo nổi giận bèn đâm chết luôn Lưu Phức. Hôm sau Tào Tháo tỉnh rượu ân hận, sai hậu táng cho ông.